# Zjednoczenia Pracy przy Ukraińskim Komitecie Centralnym
Zjednoczenia Pracy przy Ukraińskim Komitecie Centralnym  – nazwa komórek administracyjnych, działających przy Ukraińskim Komitecie Centralnym (UKC) w Generalnym Gubernatorstwie w latach 1941-1944.
W lipcu 1940 władze GG zatwierdziły plany pracy kulturalno-oświatowej UKC, oraz statut Ukraińskich Towarzystw Oświatowych (UOT), oraz zakazały działalności dotychczas działających towarzystw i organizacji. W związku z tym ukraińskie organizacje zaczęły działać jako tzw. Zjednoczenia Pracy przy Ukraińskim Komitecie Centralnym .
Część Zjednoczeń Pracy zastępowała wcześniej działające towarzystwa i organizacje społeczne, część natomiast została stworzona od podstaw. Zjednoczenia były powiązane z odpowiednimi wydziałami UKC, a ich pracą kierowali "mężowie zaufania". Najczęściej zjednoczenia te miały charakter organizacji zawodowych.
Najstarszym i największym było Ukraińskie Nauczycielskie Zjednoczenie Pracy (UUOP), powstałe w połowie 1941, liczące 10 tysięcy członków, i kierowane przez S. Łewyćkiego. Inne to: Zjednoczenie Pracy Służby Sanitarno-Medycznej (OPMSS, przewodniczący R. Osinczuk), Zjednoczenie Pracy Ukraińskich Studentów (OPUS), Zjednoczenie Pracy Sztuk Malarzy (OPOM, przewodniczący I. Iwaneć), Zjednoczenie Pracy Pisarzy (OPP, przewodniczący H. Łużnyćkyj), Zjednoczenie Pracy Muzyków (OPM, przewodniczący Stanisław Ludkewycz), Zjednoczenie Pracy Dziennikarzy (OPŻ, przewodniczący Osyp Bodnarowycz), Zjednoczenie Pracy Pracowników Teatru (OPDS, przewodniczący Wasyl Bławacki), Zjednoczenie Pracy Rzemieślników (OPR, przewodniczący N. Kuszyk). Istniały również zjednoczenia pracy naukowców, prawników, inżynierów i techników, kupców, przemysłowców, robotników, urzędników, księży, właścicieli domów itp.